# Faiditus woytkowskii
Faiditus woytkowskii är en spindelart som först beskrevs av Harriet Exline och Levi 1962.  Faiditus woytkowskii ingår i släktet Faiditus och familjen klotspindlar.
Artens utbredningsområde är Peru. Inga underarter finns listade i Catalogue of Life.